# Sapientiae christianae
Sapientiae christianae ist eine Enzyklika von Papst Leo XIII., die er am 10. Januar 1890 mit dem Untertitel: „Über Christen als Bürger“ veröffentlichte.

## Über die Christliche Ordnung
Die rasante Industrialisierung Europas und die sozialen Umwälzungen veranlassten den Papst über die wesentlichen bürgerlichen Pflichten der Christen folgende Aussage zu machen:
„Nach göttlichem Recht gebühre es der Kirche und in der Kirche dem Römischen Bischof, in beiden Ordnungen (der bürgerlichen und der kirchlichen) zu bestimmen, was zu glauben und was zu tun sei“.
Es werde so verstanden, dass die Christen in ihrem Gewissen gebunden seien und sich der öffentlichen Ordnung verpflichtet fühlen.

## Über Wehrhaftigkeit und Bekenntnis zum Glauben
Wenn Leo XIII. in dieser Enzyklika schreibt
„Vor einem Feind zurückzuschrecken oder zu schweigen, wenn Behauptungen in die Welt gesetzt würden, die der Wahrheit widersprechen, sei charakterlos und zu bekämpfen“,
so tritt er als höchster Verteidiger der Katholischen Kirche auf. Denn, so schreibt er weiter
„Diese Verhaltensweise begünstigt nur die Feinde des Glaubens. Denn nichts ermutigt die Bösewichte mehr als der Mangel an Mut von Seiten der Guten.“
Die Aussage
„Christen sind für den Kampf geboren“
charakterisieren nun die Christen nicht zu blutigen Kämpfern, denn er schließt an:
„Die Hauptelemente dieser Pflicht bestehen darin, die katholische Lehre offen und ohne Entschuldigungen zu bekennen und bis zum Äußersten unserer Kräfte zu verbreiten.“

## Der gottlose Staat
Ein gottloser Staat sei nur ein trügerischer Schein eines Gemeinwesens, dieses gelte für den einzelnen Menschen; es gelte aber ebenso von der Gesellschaft, von der Familie wie vom Staate. Denn die Gesellschaft sei von Natur nicht zu dem Zweck geschaffen, des Menschen Endziel zu sein. Vielmehr soll er in ihr und durch sie nur geeignete Hilfsmittel finden, um zu seiner Vollkommenheit zu gelangen. Ein gottloser Staat verfehle in der schlimmsten Weise seinen Zweck und seine natürliche Bestimmung; eine solche Gesellschaft unter Menschen sei als keine Gemeinschaft mehr anzusehen, sondern als Nachäffung und trügerischer Schein eines Gemeinwesens. Seine Kernaussage gipfelt darin:
„Man muss das irdische Vaterland lieben, von dem wir unser sterbliches Leben haben“.

## Über Pflicht und Gehorsam
Heilig sei also den Christen die öffentliche Gewalt, und auch in deren Trägern erkennen sie in gewisser Weise den Abglanz und das Bild der Göttlichen Majestät. Sie achten die Gesetze in gerechter und gebührender Ehrfurcht, nicht aus Furcht vor Gewalt und Strafe, sondern als Pflicht des Gewissens. Wenn aber die Gesetze des Staates mit dem göttlichen Recht in klarer Weise nicht übereinstimmen würden, dann sei der Widerstand Pflicht, und der Gehorsam ein Verbrechen; und es stelle dies auch zugleich eine Entehrung des Staates selbst dar:
 „denn was immer der Religion zum Schaden gereicht, sei auch ein Frevel gegen den Staat“ .

## Staat und Familie
Die Familie könne als die Aufnahmevorrichtung der Zivilgesellschaft angesehen werden. Der Staat sei in großem Umfang gleichzeitig Familienleben, welches Schicksale fördern aber auch gleichzeitig zerstören könne. In der Verantwortlichkeit der Eltern liege es deshalb, den Glauben weiterzuleiten. Der Papst warnte davor, dass die, die sich von der christlichen Disziplin entfernen und Familienleben zerstören, sich eines Verbrechens gegen das Naturrecht schuldig machten. Es liege in der Pflicht und Verantwortung der Eltern, Kinder zu zeugen und sie im christlichen Glauben zu erziehen.